# Erlbach, Vogtland
Erlbach là một đô thị thuộc huyện Vogtland, bang Sachsen, Đức. Đô thị Erlbach, Vogtland có diện tích 21,72 km², dân số thời điểm ngày 31 tháng 12 năm 2006 là 1889 người.